# Golden Sun (série)
Golden Sun (黄金の太陽, Ōgon no Taiyō, Sol Dourado) é uma série de jogos de fantasia, no estilo RPG, desenvolvida pela Camelot Software Planning e publicada pela Nintendo. Golden Sun conta a história de um grupo de "adeptos" magicamente sintonizados que são encarregados com a prevenção da potencial libertação do poder destrutivo da Alquimia, o que já havia acontecido no passado. Como esses personagens, os jogadores navegam pelo mundo ficcional do jogo derrotando inimigos, solucionando quebra-cabeças e completando missões para chegar ao final da história.
Os dois primeiros jogos, Golden Sun e Golden Sun: The Lost Age, foram lançados em 2001 e 2002, respectivamente, para o Game Boy Advance. O enredo destes dois jogos é contínuo. O terceiro jogo, Golden Sun: Dark Dawn, foi lançado em 2010 para o Nintendo DS e conta uma história que se passa trinta anos após os acontecimentos dos jogos anteriores.
A série foi recebida de forma geralmente positiva pelos críticos. O primeiro jogo foi considerado largamente como um dos melhores para o Game Boy Advance, recebendo o prêmio de Melhor Jogo de GBA de 2001 pela Nintendo Power e entrando no ranking da IGN que indica os 100 melhores jogos de todos os tempos segundo os leitores, como 79º. The Lost Age se saiu ainda melhor no ranking, estando na 69ª posição. Dark Dawn, apesar de ainda ter sido bem avaliado no Metacritic, foi menos bem recebido. As vendas do primeiro Golden Sun ultrapassaram a marca de um milhão nos Estados Unidos e Japão, feito que os jogos seguintes não conseguiram replicar.

## Elementos comuns

### Locação
Os jogos da série Golden Sun se passam no mundo ficcional de Weyard, um plano vagamente circular cujos oceanos perpetuamente transbordam ao redor de todo o perímetro do mundo, no que parece um abismo infinito. Os dois primeiros títulos, Golden Sun e The Lost Age, giram em volta de um grupo de "adeptos" magicamente sintonizados que são encarregados com a prevenção da potencial libertação do poder destrutivo da Alquimia. A força da Alquimia era prevalente no passado de Weyard, permitindo o desenvolvimento de grandes civilizações, mas isto eventualmente abriu caminho para um conflito mundial que havia sido interrompido com o isolamento da Alquimia. As chaves para a libertação da Alquimia, quatro joias mágicas denominadas Estrelas Elementais (Elemental Stars), haviam sido escondidas dentro do santuário da montanha, Mt. Aleph, que foi por sua vez guardado pela cidade de Vale na base da montanha ao longo do tempo. O terceiro título, Dark Dawn, conta os eventos de Weyard trinta anos depois do retorno da Alquimia e as dificuldades dos habitantes do mundo em adaptarem-se à nova realidade.

### Jogabilidade
Nos jogos da série Golden Sun, os jogadores guiam um grupo de personagens em sua jornada através de um mundo fantástico, enquanto eles interagem com outros personagens, batalham contra monstros, adquirem feitiços e equipamentos mais poderosos e participam de uma narrativa pré-definida e crescente. Grande parte do tempo de jogo gasto fora de batalhas se passa em masmorras, cavernas e outros locais, que geralmente requerem que o jogador encontre itens que garantem ao portador novas formas de "Psinergia" (Psynergy), ou feitiços, para resolver os quebra-cabeças integrados aos cenários. Para completar esses quebra-cabeças, jogadores devem empurrar pilares para construir caminhos transitáveis entre áreas elevadas, escalar e descer de penhascos ou obter um item especial que permite o progresso na história e no mundo do jogo. Fora dessas masmorras e locais, o jogador deve navegar por um grande mapa do mundo atravessando florestas, rios, cordilheiras, mares e oceanos.
Um elemento chave na exploração dentro do jogo é o uso estratégico da extensiva gama de feitiços de Psinergia disponíveis, que podem ser usados tanto para batalha quando para resolver quebra-cabeças. Uma porção da Psinergia do jogo pode ser usada exclusivamente em combate. Igualmente, muitos feitiços apenas podem ser usados no mundo e em cenários de não-batalha. Ao mesmo tempo, há feitiços de Psinergia que podem ser usados em ambas as situações; por exemplo, o feitiço de "Redemoinho" (Whirlwind) pode ser utulizado para causar dano a inimigos em batalha ou para limpar folhagem excessiva que possa estar atrapalhando o caminho do jogador. O jogador ganha mais feitiços de Psinergia à medida que o jogo progride, tanto através da subida de níveis quanto da aquisição de itens especiais de garantem Psinergia, e com cada feitiço de Psinergia "utilitário", o grupo ganha acesso a mais locais e segredos no mundo do jogo.
Se tratando de batalhas, os jogos da franquia Golden Sun contém tanto encontros aleatórios com monstros, contra inimigos aleatoriamente selecionados, e batalhas obrigatórias envolvendo inimigos pré-determinados, que avançam a história. Quando uma batalha começa, uma tela separada aparece, onde o grupo do jogador e o grupo do inimigo se enfrentam em lados opostos. Durante a batalha, os personagens e o cenário rodam em um efeito pseudo-tridimensional. Os jogadores podem atacar os inimigos diretamente utilizando uma variedade de armas e feitiços de Psinergia de ataque ou conjurando Gênios (Djinn), poderosos seres de outro mundo que melhoram os pontos de dano, de Psinergia e outras estatísticas do personagem a quem estiver ligado, além de determinar qual Psinergia o personagem pode realizar. Gênios podem ser configurados para esperar, onde o jogador abre mão de melhorias estatísticas para liberar um poderoso ataque único onde o jogador conjura um monstro elemental para infligir dano a todos os inimigos.

## Jogos
| 2001 | Golden Sun   |
| 2002 | The Lost Age |
| 2003 |              |
| 2004 |              |
| 2005 |              |
| 2006 |              |
| 2007 |              |
| 2008 |              |
| 2009 |              |
| 2010 | Dark Dawn    |

#### Golden Sun(2001)
Golden Sun (黄金の太陽, Ōgon no Taiyō, Sol Dourado) foi lançado para o Game Boy Advance no Japão em 1 de agosto de 2001, na América do Norte em 11 de novembro de 2001 e na Europa em 22 de fevereiro de 2002. Mais tarde, foi lançado para o Virtual Console do Wii U, no Japão em 3 de abril de 2014 e na América do Norte, Europa e Austrália em 17 de abril de 2014. O jogo foi bem recebido pela crítica, tendo sido posicionado como o 59º melhor jogo de RPG da história na lista "100 melhores RPGs de todos os tempos" (Top 100 RPGs of All Time) da IGN. No Metacritic, o jogo possui uma avaliação de 91 de 100, significando "aclamação universal".
Em Golden Sun, o jogador controla o protagonista Isaac e seus acompanhantes que partem para o mundo de Weyard para evitar que um grupo de anti-heróis liberte o poder misterioso da Alquimia.

#### Golden Sun: The Lost Age(2002)
Golden Sun: The Lost Age (黄金の太陽 失われし時代, Ōgon no Taiyō: Ushinawareshi Toki, Sol Dourado: Era Perdida) foi lançado para o Game Boy Advance no Japão em 28 de junho de 2002, na América do Norte em 14 de abril de 2003 e na Europa em 19 de setembro de 2003. Mais tarde, foi lançado para o Virtual Console do Wii U, no Japão em 23 de julho de 2014, na Europa em 13 de novembro de 2014 e na América do Norte em 6 de agosto de 2015. O jogo foi bem recebido pela crítica, recebendo uma avaliação de 86 de 100 no Metacritic, significando "críticas geralmente positivas".
Em Golden Sun: The Lost Age, o jogador segue o grupo de membros sobreviventes dos acontecimentos do jogo anterior que tentam resistir à tentativa dos antagonistas de libertar o poder da Alquimia através da iluminação de quatro faróis elementais.

#### Golden Sun: Dark Dawn(2010)
Golden Sun: Dark Dawn (黄金の太陽：漆黒なる夜明け, Ōgon no Taiyō: Shikkokunaru Yoake, Sol Dourado: Amanhecer Negro) foi lançado para o Nintendo DS no Japão em 28 de outubro de 2010, na América do Norte em 29 de novembro de 2010, na Austrália em 2 de dezembro de 2010 e na Europa em 10 de dezembro de 2010. O jogo foi bem recebido pela crítica, apesar de em menor escala quando comparado com os jogos anteriores. No Metacritic, o jogo possui uma avaliação de 79 de 100, indicando "críticas geralmente positivas".
A narrativa de Golden Sun: Dark Dawn se passa trinta anos depois dos acontecimentos dos jogos anteriores e segue a história dos descendentes dos heróis dos primeiros jogos enquanto navegam pelo mundo tentando se adaptar à presença da Alquimia.